# Dana Pourkomeylian
Dana Pourkomeylian, född 31 december 1993 i Staffanstorp, är en svensk debattör, ledarskribent, jurist, och tidigare ungdomspolitiker.

## Ungdomspolitik och tankesmedjan U.T.O.P.I.
Pourkomeylian var medlem i Liberala Ungdomsförbundet, LUF, i tre år. Hon lämnade LUF och startade 2013 den partipolitiskt obundna tankesmedjan U.T.O.P.I. för barn och unga tillsammans med en vän. Hon lämnade ordförandeposten för att istället ta plats i Sveriges ungdomsråd parallellt med juridikstudier.
2018–2019 var Pourkomeylian ordförande i CUF Västra Götaland, där hon utmärkte sig som en tung röst. Vid Centerpartiets stämma i september 2019 argumenterade Pourkomeylian för att partiet; i linje med Läkarförbundet, Vårdförbundet, och Barnläkarföreningen, men i strid mot partiledningens önskan; skulle verka för ett förbud mot omskärelse av pojkar. Beslutet föregicks av en intensiv debatt och förslaget vann överraskande stöd med siffrorna 314 mot 166. Pourkomeylian beskrev frågan som en liberal principfråga, men partiledningen kritiserade beslutet.
Mindre än en månad senare lämnade Pourkomeylian Centerns ungdomsförbund efter "interna meningsskiljaktigheter". Enligt CUF stod ungdomsförbundet bakom Pourkomeylian i frågan om omskärelse.

## Debattör och skribent
2019 argumenterade Pourkomeylian emot att flyktingmottagandet skulle halveras.
I frågan om sexköp utomlands argumenterade Pourkomeylian 2020 emot dubbel straffbarhet.
Pourkomeylian är ledarskribent på Liberala nyhetsbyrån.